# إبراهيم مرسال
إبراهيم مُرسال ورسامي هو مخرج أفلام نرويجي، من أصول سودانية وصومالية. اشتهر بكتابة وتوجيه فيلم فن الخطيئة.

## النشأة والتعليم
ولد مرسال عام 1990 في الصومال لكنه فر مع أسرته خلال الحرب الأهلية. في السودان ، حصل على درجة البكالوريوس في استكشاف النفط والغاز من جامعة السودان للعلوم والتكنولوجيا في عام 2012. أكمل ورشة عمل في مجال السينما والتصوير الفوتوغرافي في معهد جوته بالسودان في عام 2012 والتي (أعادت) إثارة اهتمامه بصناعة الأفلام.
كان جزءًا من فريق تنظيم TED x Khartoum لعام 2014 والذي تم إغلاقه في 11 مايو 2013 من قبل جهاز الأمن والمخابرات الوطني السوداني (NISS) دون تفسير أو تحذير بعد أن وافق جهاز الأمن والمخابرات الوطني عليه مسبقًا. مرسال واصل المشاركة في تنظيم المزيد من أحداث TEDx، بما في ذلك TEDx SUST .
بعد 12 عامًا في السودان، استقر مرسال في النرويج. اعتبارًا من نوفمبر 2022، أصبح جزءًا من Groruddalen Think Tank  ومالك أفلام Warsame.

## الأعمال السينمائيه
بعد الانتهاء من دورة السينما والتصوير الفوتوغرافي في معهد جوته بالسودان عام 2012، صوّر مرسال فيلمه القصير الأول، 50 قرش. الفيلم عبارة عن فيلم أنثروبولوجي يبحث في يوم من حياة 50 قرشًا، ينتقل إلى أيادي مختلفة، ويلمس حياة مختلفة، على غرار الفيلم اليوناني عام 1955, العملة المزيفة. عُرض الفيلم في مهرجان السودان للسينما المستقلة الأول.
أصبحت القصص التي تتناول فكرة ``الآخر'' وجوهر الهوية موضوعًا مشتركًا في أفلام مرسال حيث يستخدم خلفيته المتنوعة، وينشأ في ثلاث ثقافات مختلفة، ويبحث عن هوية، معتادًا على الشعور بالخارج. تدرس أفلامه أيضًا هوية الشتات وكيف تؤثر الحركات الاجتماعية عبر الحدود الوطنية على هوية الشتات.
على الرغم من نشأته في مجتمع محافظ دينياً, فإن عمل مرسال يهتم بالحركات تقدمية التي تتحدى أدوار الجنسين، الثقافة، المحرمات، إلخ. أفلامه 2017، فن الخطيئة ، محادثة مع صديقي المثلي و 2022 فن الخطيئة كانت صورة دقيقة للفنان السوداني النرويجي والناشط المثلي أحمد عمر، الذي يقوم بحملات من أجل ظهور المثليين في السودان ويسعى للحصول على شكل جديد للتعبير عن هويته النرويجية الجديدة بينما يحتضن كونه سودانيًا.

## الجوائز
فازفن الخطيئة بجائزة أفضل فيلم وثائقي لعام 2020 لـ Nordic Doc بين 30 و60 دقيقة. حصل مرسال على منحة الأفلام من مجلس الفن النرويجي لعام 2020 وتم اختياره كمشارك في Nordic Film Lab لعام 2021.

## فيلموغرافيا
- 2020: فن الخطيئة، وثائقي.[28]

- 2017: فن الخطيئة ، محادثة مع صديقي المثلي. فيلم وثائقي قصير.[29]

- 2014: فيلم ، فيلم قصير.[18]
- 2012: 50 قرش ، فيلم قصير.[30]

## أنظر أيضا
- محمد ابراهيم ورسام (هارداوي)
- ياسمين وارسام